# Gonçalo de Sintra
Gonçalo de Sintra o Gonçalo de Cintra (Portugal – Àfrica, 1444 o 45), va ser un explorador portuguès del segle xv.
D'acord amb el cronista Gomes Eanes de Zurara, Gonçalo de Sintra era un escuder de l'infant Enric el Navegant. D'altres parlen d'ell com una persona més gran, com un cavaller distingit pels serveis prestats a Ceuta, sent possible que fossin dues persones diferents amb el mateix nom.
A finals de 1444 (o 1445), Enric el Navegant va enviar a Gonzalo de Sintra al comandament d'una caravel·la en una expedició exploratòria per la costa de l'Àfrica Occidental, amb instruccions estrictes de navegar directament fins a la 'terra de Guinea'.
Abans d'això, Lançarote de Freitas havia desembarcat a la badia d'Arguin, on havia fet un centenar de presoners que foren venuts com a esclaus a Lagos, Portugal. Gonçalo de Sintra tornà a Arguin.
Segons Zurara, Gonçalo de Sintra es va dirigir a l'illa de Nar, al sud d'Arguin, on preparà una tropa per desembarcar, que fou atacada i de la qual resultà la seva mort i 7 tripulants més.
Zurara identifica la mort de Sintra al sud d'Arguin, però João de Barros la situa prop del Río de Oro, a Angra de Cintra, tot i que la localització és dubtosa.
Gonçalo de Sintra fou el primer capità de l'infant Enric el Navegant en morir en combat en una expedició, i és considerat la primera baixa portuguesa en període de descobriments.
Alguns historiadors sostenen que Gonçalo de Sintra era familiar (potser el pare) de Pedro de Sintra (que va explorar la Guinea en 1460).